# 1896年アテネオリンピックのフランス選手団
1896年アテネオリンピックのフランス選手団（1896ねんアテネオリンピックのフランスせんしゅだん）は、1896年4月6日から4月15日にかけてギリシャ王国の首都アテネで開催された1896年アテネオリンピックのフランス選手団、およびその競技結果。

## 概要
今大会は金メダル5個、銀メダル4個、銅メダル2個の合計11個のメダルを獲得した。

## メダル
| メダル | 選手名                             | 競技         | 種目                     |
| ------ | ---------------------------------- | ------------ | ------------------------ |
| 金     | ポール・マソン                     | 自転車       | 男子スプリント           |
| 金     | ポール・マソン                     | 自転車       | 男子333mタイムトライアル |
| 金     | ポール・マソン                     | 自転車       | 男子10kmレース           |
| 金     | レオン・フラマン                   | 自転車       | 男子100kmレース          |
| 金     | ウジェーヌ＝アンリ・グラヴェロット | フェンシング | 男子個人フルーレ         |
| 銀     | アレクサンドル・トゥフェーリ       | 陸上         | 男子三段跳               |
| 銀     | レオン・フラマン                   | 自転車       | 男子10kmレース           |
| 銀     | アンリ・カロ                       | フェンシング | 男子個人フルーレ         |
| 銀     | ジョアンニ・ペロネ                 | フェンシング | 男子フルーレマスターズ   |
| 銅     | アルバン・レムゾー                 | 陸上         | 男子1500m                |
| 銅     | レオン・フラマン                   | 自転車       | 男子スプリント           |